# Moskovskaya
Moskovskaya (in russo Московская особая водка?) è una marca di vodka russa prodotta dall'azienda lettone Amber Beverage Group. In Austria è commercializzata col nome Tambovskaya

## Storia
Fondata nel 1894 dal Monopolio di Stato russo, la sua produzione venne fermata, analogamente a quella di altri superalcolici, con l'introduzione del proibizionismo durante la prima guerra mondiale. Il marchio venne rifondato nel 1925 dall'Unione Sovietica.
Il marchio,di proprietà di Soyuzplodimport, è passato al gruppo lettone Amber Beverage Group nel 2015 e, come altri marchi di vodka del periodo sovietico, è stata oggetto di svariati contenziosi legali..

## Varietà
Sotto il marchio Moskovskaya sono stati distribuiti diversi prodotti:
- Osobaya (1894) - Vodka non aromatizzata, versione originale
- Silver (2019) - Vodka non aromatizzata di categoria superiore. La vodka viene distillata in un sistema a sette colonne e filtrata tramite carbone di betulla impregnato di argento[7].
- Pink (2019) - vodka aromatizzata al lampone, lime e bacche di ginepro[8].

### Premixed
Nel 2021, la Moskovskaya entra nel mercato delle bevande alcoliche premiscelate con la linea "Moskovskaya Street". La linea comprende diverse varietà di bevande:
- Moscow Mule: Moscow mule premiscelato con vodka Moskovsakaya Osobaya
- Moscow Pink Mule: Moscow mule premiscelato con vodka Moskovsakaya Pink
- Ginger Beer
- Hard Seltzer Raspberry Lime: Hard seltzer aromatizzato con lampone e lime.
- Hard Seltzer Ginger Lime: Hard seltzer aromatizzato con zenzero e lime.

### Edizioni limitate
- Limited Edition (2017) - Edizione limitata di vodka non aromatizzata per celebrare la tradizione russa. La grafica della bottiglia, disegnata dall'illustratore inglese Iain MacArthur, rappresenta due personaggi delle fiabe tradizionali russe, l'orso e l'aquila[10].
- Out of Space (2019) - Edizione limitata  50 anni del programma spaziale russo. La grafica della bottiglia rappresenta un cosmonauta[11].
- Infusion (2019) - Edizione limitata di vodke aromatizzate dalla gradazione inferiore (32% vol.). Disponibile in quattro versioni create dal mastro distillatore Janis Mazis: rafano e miele, cetriolini sottaceto e aneto, zenzero e lime, mirtillo rosso e lime[12].
- Mosko Vodka - Edizione limitata di vodka non aromatizzata per una campagna contro la guerra in Ucraina. L'etichetta reca i colori della bandiera ucraina e la scritta "We stand for peace and freedom; sul retro si trova un QR code che riconduce ad un sito con elencate le iniziative dell'azienda a favore delle popolazioni ucraine; il ricavato è devoluto all'associazione "Stand With Ukraine"[13].
- Green (2023) - Edizione limitata (120000 bottiglie) di vodka non aromatizzata per una campagna in favore della sostenibilità. La modifica è estetica, con l'aggiunta di colorante verde alla bevanda, e il ricavato è devoluto all'associazione "One Tree Planted"[14].

## Identità visiva
L'identità visiva della Moskovskaya si basa molto sulla tradizione: sia la bottiglia che il design generale del marchio, difatti, non sono mutati molto nel tempo, se non per lievi aggiornamenti. L'ultimo ammodernamento del design risale al 2019, parte della campagna promozionale "Green is an attitude". Una delle caratteristiche peculiari dell'identità visiva della Moskovskaya, rimasta immutata nel tempo, è il colore verde, presente sull'etichetta e in diversi elementi del marchio.

## Riconoscimenti
La Moskovskaya ha ricevuto nel corso del tempo, diversi riconoscimenti:
- 1954 - medaglia d'oro all'esposizione internazionale di Berna;
- 1958 - medaglia d'oro all'esposizione internazionale di Bruxelles
- 1969 - medaglia d'oro alla mostra internazionale di Pardubice;
- 1977 - Gran Premio all'esposizione internazionale di Zagabria;
- 2008 - medaglia d'argento al concorso internazionale di degustazione "Miglior vodka dell'anno";
- 2014 - Concorso internazionale, professionale, di degustazione di cibi e bevande "Prodotto dell'anno - 2014" nell'ambito della fiera Worldfood Moscow - Grand Prix;
- 2015 - Esposizione internazionale di prodotti alimentari e materie prime per la loro produzione "Prodexpo - 2015" - Gran Premio del Concorso Internazionale "Miglior Prodotto 2015".
- 2019 - Medaglia d'argento al San Francisco World Spirits Competition.

## Responsabilità sociale
Nel 2022, la Moskovskaya, unitamente all'azienda madre ABG, si è schierata contro la guerra in Ucraina e a supporto della popolazione ucraina tramite la distribuzione di un'edizione limitata e finanziamenti all'iniziativa di beneficenza  "Stand With Ukraine".
Nel 2023 la Moskovskaya promuove la campagna "Green" con la produzione di un'edizione limitata i cui ricavati sono devoluti all'associazione One Tree Planted, organizzazione benefica attiva nella riforestazione. La campagna ha permesso la riforestazione di 460000 acri in Florida, con la piantagione di, approssimativamente, 38500 pini clausa.

## Direzione
La Moskovskaya ha avuto diversi dirigenti a capo del marchio:
- Renatas Alekna (2015 - 2021)
- Benedikt Fimpel (2021- attuale)